# Benjamin Pavard
Benjamin Pavard (pronunciació francesa: [bɛ̃ʒamɛ̃ pavaʁ]; 28 de març de 1996) és un futbolista francès que juga com a lateral dret per l'Inter de Milà i la selecció francesa.
Va començar la seva carrera al Lille OSC a la Ligue 1 i va ser transferit al VfB Stuttgart el 2016, on va guanyar la 2. Bundesliga la seva primera temporada. Al gener de 2019 va ser transferit al Bayern de Múnic per una quantitat aproximada als 35 milions d'euros. Va debutar internacionalment el novembre de 2017 i va jugar la Copa del Món de Futbol de 2018.

## Carrera en equips

### Lille
Nascut a Maubeuge, Nord; Pavard és un exponent jove de Lille. Va debutar el 31 de gener de 2015 a la Ligue 1 contra el FC Nantes, jugant tot el partit, que acabà en un empat a 1.

### VfB Stuttgart
El 30 d'agost de 2016, Pavard se'n va anar al VfB Stuttgart, amb qui va signar un contracte per quatre anys. Va debutar a la 2. Bundesliga el 3 d'octubre, marcant un una victòria 4-0 a casa contra el SpVgg Greuther Fürth. Va jugar 21 partits i el seu equip va acabar la temporada com a campió de lliga.
Pavard va debutar a la Bundesliga el 19 d'agost en una derrota 2-0 contra l'Hertha BSC. Va marcar el seu primer gol en una victòria 3-0 de primera categoria el 29 d'octubre contra el SC Freiburg al Mercedes-Benz Stadium. Va renovar el seu contracte amb Stuttgart el 20 de desembre de 2017 fins al juny de 2021.
Va ser un dels únics quatre jugadors en jugar tots els minuts de la temporada 2017-2018 de la Bundesliga. Va jugar en més d'una posició, concretament defensa dret, defensa central, defensa centrecampista i lateral dret, però, després del nomenament de Tayfun Korkut com a entrenador el gener de 2018 va ser només defensa central. L'equip va marcar 10 gols en els últims 14 partits, passant d'estar en posicions de descens a setena posició, a una d'accedir a la Lliga Europa de la UEFA.

## Carrera internacional
El 6 de novembre de 2017, Pavard va ser seleccionat per l'entrenador de França Didier Deschamps per a jugar en amistosos contra Gal·les i Alemanya. Va debutar contra els gal·lesos el 10 de novembre en una victòria 2-0 a l'Stade de France, substituint Christophe Jallet a la mitja part.
El 17 de maig de 2018, va ser cridat per formar part de l'equip de 23 jugadors de França per la Copa del Món de Futbol de 2018 a Rússia. El 16 de juny, Pavard va debutar a la Copa del Món en una victòria 2-1 contra Austràlia. El 30 de juny va marcar el seu primer gol internacional en una victòria 4-3 contra Argentina a vuitens de final. També va ser el primer defensa francès en marcar un gol a la Copa del Món des que Lilian Thuram va marcar contra Croàcia a la semifinal de 1998.
El 10 d'octubre de 2021 va ser titular a la final de la Lliga de Nacions de la UEFA 2021 que França va guanyar contra Espanya per 1-2.

## Estadístiques

### Equip
Actualitzat el 20 de maig de 2018
| Equip              | Temporada        | Lliga            | Lliga   | Lliga | Copa    | Copa | Copa de la Lliga | Copa de la Lliga | Europa  | Europa | Altres  | Altres | Total   | Total |
| Equip              | Temporada        | Divisió          | Partits | Gols  | Partits | Gols | Partits          | Gols             | Partits | Gols   | Partits | Gols   | Partits | Gols  |
| ------------------ | ---------------- | ---------------- | ------- | ----- | ------- | ---- | ---------------- | ---------------- | ------- | ------ | ------- | ------ | ------- | ----- |
| Lille              | 2014–15          | Ligue 1          | 8       | 0     | 0       | 0    | 0                | 0                | —       | —      | —       | —      | 8       | 0     |
| Lille              | 2015–16          | Ligue 1          | 13      | 0     | 1       | 0    | 3                | 0                | —       | —      | —       | —      | 16      | 0     |
| Lille              | Total            | Total            | 21      | 0     | 1       | 0    | 3                | 0                | 0       | 0      | 0       | 0      | 24      | 0     |
| VfB Stuttgart      | 2016–17          | 2. Bundesliga    | 21      | 1     | 0       | 0    | —                | —                | —       | —      | —       | —      | 21      | 1     |
| VfB Stuttgart      | 2017–18          | Bundesliga       | 34      | 1     | 2       | 0    | —                | —                | —       | —      | —       | —      | 36      | 1     |
| VfB Stuttgart      | Total            | Total            | 55      | 2     | 2       | 0    | —                | —                | 0       | 0      | 0       | 0      | 57      | 2     |
| FC Bayern de Múnic | 2018-19          | Bundesliga       | 0       | 0     | 0       | 0    | 0                | 0                | 0       | 0      | 0       | 0      | 0       | 0     |
| Total de carrera   | Total de carrera | Total de carrera | 76      | 2     | 3       | 0    | 3                | 0                | 0       | 0      | 0       | 0      | 81      | 2     |

### Internacional
Actualitzat el 30 de juny de 2018
| Selecció nacional | Any   | Partits | Gols |
| ----------------- | ----- | ------- | ---- |
| França            | 2017  | 2       | 0    |
| França            | 2018  | 7       | 1    |
| Total             | Total | 9       | 1    |

#### Gols internacionals
Marcador i resultat final indiquen primer els gols de França.
| Gol | Data               | Seu                        | Tirs | Contrincant | Marcador | Resultat final | Competició                     |
| --- | ------------------ | -------------------------- | ---- | ----------- | -------- | -------------- | ------------------------------ |
| 1.  | 30 de juny de 2018 | Kazan Arena, Kazan, Rússia | 9    | Argentina   | 2–2      | 4–3            | Copa del Món de Futbol de 2018 |

## Palmarès
VfB Stuttgart
- 1 2. Bundesliga: 2016-17

Fußball-Club Bayern München
- 1 Campionat del Món: 2020
- 1 Lliga de Campions de la UEFA: 2019-20
- 1 Supercopa d'Europa: 2020
- 4 Lligues alemanyes: 2019-20, 2020-21, 2021-22, 2022-23
- 1 Copa alemanya: 2019-20
- 3 Supercopes alemanyes: 2020, 2021, 2022

Inter de Milà
- 1 Serie A: 2023-24
- 1 Supercopa italiana: 2023

Selecció francesa
- 1 Copa del Món: 2018
- 1 Lliga de les Nacions de la UEFA: 2020-21